# Vicariato apostólico de Camiri
El vicariato apostólico de Camiri (en latín: Vicariatus Apostolicus Cuevensis) es una circunscripción eclesiástica de la Iglesia católica en Bolivia. Se trata de un vicariato apostólico latino, inmediatamente sujeto a la Santa Sede. Desde el 22 de febrero de 2019 su vicario apostólico es Jesús Galeote Tormo, de la Orden de Frailes Menores.

## Territorio y organización
El vicariato apostólico tiene 104 000 km² y extiende su jurisdicción sobre los fieles católicos de rito latino residentes en parte de los departamentos de: Santa Cruz, Chuquisaca y Tarija. Limita al norte con la arquidiócesis de Santa Cruz de la Sierra y la diócesis de San Ignacio de Velasco, al este con Paraguay, al sur con la diócesis de Tarija y al oeste con la arquidiócesis de Sucre.
La sede del vicariato apostólico se encuentra en la ciudad de Camiri, en donde se halla la Catedral de San Francisco de Asís. En Cuevo se encuentra la excatedral de San Juan Bautista.
En 2020 en el vicariato apostólico existían 24 parroquias.

## Historia
El antiguo territorio del Gran Chaco estaba habitado por tapietes, matacos, chiriguanos y otras tribus guaraníes, que resistieron durante mucho tiempo la evangelización por parte de jesuitas, franciscanos, dominicos y agustinos.
La primera misión en el territorio del actual vicariato apostólico fue establecida por los jesuitas a orillas del río Grande a finales del siglo XVII, pero duró poco.
A partir de 1771 los franciscanos fundaron misiones entre los ríos Río Grande y Parapetí, pero con la guerra de independencia los franciscanos fueron expulsados y las misiones encomendadas al clero secular de la diócesis de Santa Cruz de la Sierra (hoy arquidiócesis de Santa Cruz de la Sierra) que sólo visitaba esporádicamente a los nativos.
A partir de 1854 los franciscanos de Tarija y de Potosí lograron establecer nuevas misiones para los indígenas y capellanías para los blancos.
El vicariato apostólico del Chaco fue erigido el 22 de mayo de 1919 con el decreto Optimo sane consilio de la Congregación Consistorial, derivando el territorio de la diócesis de Santa Cruz de la Sierra y de la arquidiócesis de La Plata o Charcas (hoy arquidiócesis de Sucre). Desde entonces el vicariato apostólico ha sido confiado a los franciscanos italianos de la provincia de Toscana.
El 12 de febrero de 1925 cedió una parte de su territorio para la erección de la prefectura apostólica de Pilcomayo (hoy vicariato apostólico de Pilcomayo) mediante el breve Expedit del papa Pío XI.
Luego de la guerra del Chaco (1932-1935), parte de su territorio quedó en jurisdicción de Paraguay y el 11 de marzo de 1948 cedió ese territorio para la erección del vicariato apostólico del Chaco Paraguayo mediante la bula Quo in Paraguayana del papa Pío XII.
El 8 de febrero de 1951, en virtud del decreto Cum in comitiis de la Congregación de Propaganda Fide, asumió el nombre de vicariato apostólico de Cuevo, por la localidad que entonces era la sede del vicariato apostólico.
En 1976 la sede del vicariato fue trasladada a Camiri y el 29 de marzo de 2003 el vicariato tomó su nombre actual, como consecuencia del decreto Excellentissimus de la Congregación para la Evangelización de los Pueblos.

## Estadísticas
Según el Anuario Pontificio 2021 el vicariato apostólico tenía a fines de 2020 un total de 148 885 fieles bautizados.
| Año                                                                             | Población            | Población | Población      | Sacerdotes | Sacerdotes    | Sacerdotes    | Bautizados por sacerdote | Diáconos permanentes | Religiosos | Religiosos | Parroquias |
| Año                                                                             | Bautizados católicos | Total     | % de católicos | Total      | Clero secular | Clero regular | Bautizados por sacerdote | Diáconos permanentes | Varones    | Mujeres    | Parroquias |
| ------------------------------------------------------------------------------- | -------------------- | --------- | -------------- | ---------- | ------------- | ------------- | ------------------------ | -------------------- | ---------- | ---------- | ---------- |
| 1950                                                                            | 26 965               | ?         | ?              | 14         | 14            |               | 1926                     |                      |            | 10         | 20         |
| 1966                                                                            | 64 000               | 68 000    | 94.1           | 19         |               | 19            | 3368                     |                      | 9          | 29         | 18         |
| 1970                                                                            | 65 000               | 69 000    | 94.2           | 20         |               | 20            | 3250                     |                      | 22         | 28         | 18         |
| 1976                                                                            | 75 000               | 85 000    | 88.2           | 24         | 1             | 23            | 3125                     | 1                    | 32         | 32         | 20         |
| 1980                                                                            | 76 000               | 80 000    | 95.0           | 23         |               | 23            | 3304                     |                      | 32         | 38         | 20         |
| 1990                                                                            | 88 000               | 97 000    | 90.7           | 21         | 1             | 20            | 4190                     |                      | 25         | 45         | 20         |
| 1999                                                                            | 108 750              | 120 150   | 90.5           | 15         | 1             | 14            | 7250                     | 1                    | 22         | 51         | 22         |
| 2000                                                                            | 101 600              | 120 400   | 84.4           | 16         | 2             | 14            | 6350                     | 1                    | 20         | 53         | 23         |
| 2001                                                                            | 108 000              | 123 300   | 87.6           | 19         | 4             | 15            | 5684                     | 1                    | 21         | 47         | 23         |
| 2002                                                                            | 105 400              | 120 000   | 87.8           | 20         | 5             | 15            | 5270                     | 1                    | 19         | 54         | 23         |
| 2003                                                                            | 113 800              | 132 900   | 85.6           | 19         | 7             | 12            | 5989                     | 2                    | 16         | 54         | 23         |
| 2004                                                                            | 110 500              | 129 000   | 85.7           | 19         | 7             | 12            | 5815                     | 3                    | 16         | 57         | 23         |
| 2010                                                                            | 120 000              | 144 000   | 83.3           | 26         | 13            | 13            | 4615                     | 1                    | 17         | 50         | 24         |
| 2014                                                                            | 136 386              | 167 938   | 81.2           | 24         | 12            | 12            | 5682                     |                      | 14         | 38         | 26         |
| 2017                                                                            | 147 893              | 185 699   | 79.6           | 25         | 15            | 10            | 5915                     |                      | 12         | 30         | 25         |
| 2020                                                                            | 148 885              | 183 917   | 81.0           | 27         | 17            | 10            | 5514                     |                      | 11         | 29         | 24         |
| Fuente: Catholic-Hierarchy, que a su vez toma los datos del Anuario Pontificio. |                      |           |                |            |               |               |                          |                      |            |            |            |

## Episcopologio
- Ippolito Ulivelli, O.F.M. † (13 de agosto de 1919-27 de octubre de 1922 falleció)
- Angelo Cesare Vigiani, O.F.M. † (21 de enero de 1924-23 de enero de 1950 renunció)
- Cesare Francesco Benedetti, O.F.M. † (8 de febrero de 1951-18 de diciembre de 1972 retirado)
- Giovanni Decimo Pellegrini, O.F.M. † (18 de diciembre de 1972-31 de octubre de 1992 falleció)
- Leonardo Mario Bernacchi, O.F.M. † (17 de noviembre de 1993-15 de julio de 2009 retirado)
- Francesco Focardi, O.F.M. (15 de julio de 2009-2 de agosto de 2017 renunció)
- Jesús Galeote Tormo, O.F.M., desde el 22 de febrero de 2019[nota 2]